# Первый дагестанский поход Надир-шаха
Первый дагестанский поход Надир-шаха (перс. اولین لشکرکشی نادرشاه در داغستان‎) — кампания персидской армии под руководством Надир-шаха 1734 года по подчинению Дагестана в контексте завоевания Восточного Кавказа у Турции. 
Поход завершился успешно для шаха: после кровопролитных сражений он захватил Кумух, столицу Казикумухского ханства, разоряя по пути аулы, и заставил Сурхай-хана, одного из дагестанских владетелей, отступить.

## Предпосылки
В 1732 году был заключён договор с Россией, согласно которому она вернула Персии Мазандеран и Гилян. Ряд военных успехов Персии вынудил турок просить о мире. По мирному соглашению, заключённому в 1733 году в Багдаде, Османская империя уступила персам земли, ранее принадлежавшие им.
Надир направил к Сурхаю Казикумухскому одного из нукеров с предложением сдать Шемаху, которая на тот момент была под его контролем. Сурхай не только не подчинился этому указу, но и убил иранского посла, а османам и Надир-шаху, согласно писарю шаха, ответил: «Мечами лезгинских (дагестанских) львов мы завоевали Ширван. Какое право имеет Ахмед из Багдада или кто-либо ещё вмешиваться в наши дела?».
После отказа Сурхая сдать Шемаху иранцам, военное столкновение с армией Надир-шаха было неизбежно.

## Поход
В августе 1734 года иранские войска во главе с шахом подошли к Куре. Решив не оборонять Шемаху, Сурхай эвакуировал жителей из города и отвёл войска в горы для занятия более выгодных позиций, и уже 17 августа Надир-шах был в Шемахе. Он велел разрушить её до основания, а население перевести в Агсу. Вскоре примерно в 20 км от неё у села Нидж произошло сражение, где арьергард Сурхая потерпел поражение, шах взял в плен 500 человек, которых он тут же отпустил без наказания, вероятно, чтобы ослабить сопротивление горцев, произведя впечатление милостивого правителя.
Сурхай после этого собрал войско из 12 000 ополченцев, собранных из Казикумуха, а также из лезгинских (южно-дагестанских) и джарских обществ. К ним частями присоединились 8000 турецких и крымских солдат.
Иранское войско состояло из 12 000 человек, все из которых конные, профессиональные воины. В отличие от Сурхая, была у шаха и артиллерия. Через 3 дня к ним должны были присоединиться ещё 12 000 солдат.
Основная битва прошла в местности Деве-Батан, которая находится меж Кабалой и Шемахой. Сборный характер сурхаевых войск, в котором было ещё 4 командира, осложнял координацию войск, из-за чего начался беспорядок и стихийное отступление. Атака иранцев заставила противников разбежаться в разные направления: турки и крымцы в Гянджу, а горцы — к себе на родину, Сурхай-хан со своими солдатами быстро двинулся в Кумух, чтобы не дать иранцам перерезать путь отступления.
Иранские войска на время остановила крепость Старый Хачмас. Следуя за Сурхаем, шах за 10 дней дошёл до Хосреха, однако перехватить его не смог, тот переправился в Кумух. Согласно иранским данным, наступавшие овладели местным скотом, а также пленили около 300 солдат Сурхая, которые отстали от основного войска. Местные предания свидетельствуют, что у Хосреха войска шаха задержали на 3 дня. Двигаясь на Кумух, шах ограбил и разорил Курах, Чираг, Кули, Кая, а также другие аулы.
Сурхай в письме соглашался на уступки, но шах пошёл дальше. Сурхай обрушил мост у Кумуха и подготовился оборонять аул. Втянув войска противников в перестрелку, шах тайно отправил вброд через реку афганскую конницу Гани-хана Абдали. Видя неудачное положение, Сурхай, не дожидаясь своего окружения противником, решил отступить в Аварию. Через день шах вступил в Кумух, разграбил его и закрепился там же. Согласно местным памяткам, события произошли 9 сентября 1734 года. В Кумухе он остановился на неделю.
Следуя за Сурхай-ханом, иранцы достигли Шалиба и разорили его. 16 сентября они двинулись обратно.

## Последствия
Как указывают местные древние записи, «Они разрушили все так, что ни для кого из кумухцев не осталось [возможностей для] житья на этом свете из-за отсутствия пропитания и остального». В целом же «в вилайете Дагестана они убили около 300 или немного меньше». Эта цифра также совпадает данными иранцев. Сурхай один принял на себя удар иранских завоевателей, другие дагестанские правители либо занимали проиранскую или пророссийскую позицию, либо оставались нейтральными. 
При пребывании шаха в Кумухе к нему пришли Хасбулат, сын шамхала Адиль-Гирея, и акушинский кадий — Айюб. Шах даровал Хасбулату звание шамхала, которое до этого было упразднено. Шамхал был назначен вассалом Ирана в Дагестане. По просьбе Хасбулата шах остановил разрушение Кумуха и выпустил на волю всех пленных. Надир-шах не решился продолжать поход и пошёл обратно в свои владения.
Вскоре жители Ахты обрушили мост через реку Самур и приготовились обороняться. Как и ожидалось, более чем 20-тысячное войско шаха за один день восстановило переправу, а затем штурмом взяло старую крепость, после чего направил отряды туда, где прятались семьи ахты-паринцев. Ахтыпара была разгромлена.
Иранская армия последовала через докузпаринские территории, далее — гора Шахдаг и Кабала.
6 марта 1735 года в связи с началом очередной русско-турецкой войны между Надир-шахом и Россией был заключён союзный договор, после чего Персия получила Дербент и прикаспийскую часть Ширвана. 
В октябре 1735 года начался уже Второй поход шаха в Дагестан.
В 1736—1737 годах в Ширване и Дагестане проходили крупные волнения. Весной 1736 года Сурхай-хан с горцами напал на Дербент и Шемаху. В 1738 случилось крупное восстание в Джаро-Белоканах, в ходе которого убили брата шаха — Ибрагим-хана.